# 德语正写法协会
德语正寫法协会，简称 RdR，是一个负责管理德语的世界性机构。
该协会2004年成立于德国曼海姆的德国语言研究院（Das Institut für Deutsche Sprache），其前身是由德国、奥地利、瑞士、波尔扎诺自治省、列支敦士登以及比利时德语区共同组建的德语跨政府正寫法委员会（Zwischenstaatliche Kommission für deutsche Rechtschreibung）。
该协会是要负责有关1996年德语正写法改革以及后续正寫法的有关事务，其主席为前巴伐利亚州文化部部长汉斯·策特迈耶（Hans Zehetmair）。

## 成员
目前该协会共有39名成员，来自以下几个国家：
- 德国：18位顾问
- 奥地利：9位顾问
- 瑞士：9 位顾问
- 波尔扎諾自治省（意大利）：1位顾问
- 德语社群（比利时）：1位顾问
- 列支敦斯登：1位顾问

尽管说卢森堡的官方语言中也包含德语，但其并未参与1996年正寫法改革的相关工作，因此将其排除在外。卢森堡政府单方面地采纳了新正寫法，并且由于这套正寫法的有效性使其受到了该国教师的欢迎。据该国发行量最大的报纸卢森堡言论报报道，由于卢森堡并不认为自身是一个“说德语的国家”（真正的全国性语言是卢森堡语），所以并没有参与到德语正寫法协会当中。但是尽管法语也像德语一样仅仅是该国的官方语言之一，卢森堡却加入了法语圈国际组织和法兰西学术院。
德国德语协会（Gesellschaft für deutsche Sprache）的主席也是本协会的成员之一，在2003年德国德语协会、德语正寫法协会、歌德学院（Goethe-Institut）和德国语言研究院一起创建了德国语言委员会（Deutscher Sprachrat），后来德意志学术交流中心（DAAD）也加入了该组织。